# Latające Tygrysy (film)
Latające Tygrysy (ang. Flying Tigers) – amerykański film wojenny z 1942 z Johnem Wayne’em w roli amerykańskiego pilota wojskowego walczącego z Japończykami na terytorium Chin podczas II wojny światowej. Wydarzenia przedstawione w filmie mają miejsce przed atakiem Japończyków na Pearl Harbor.

## Opis fabuły
Jim Gordon (John Wayne) dowodzi słynną jednostką pilotów „Flying Tigers”, która walczy z Japończykami na terenie Chin, przed tym jak Stany Zjednoczone włączają się do II wojny światowej. Gordon zmuszony jest wysłać swoich podopiecznych do ekstremalnej walki. Musi on też szczególnie uważać na lekkomyślnego pilota Woody'ego Jasona (John Carroll), który nie tylko chce walczyć, ale także odbić dziewczynę Gordona.

## Obsada
- John Wayne jako kapitan Jim Gordon
- John Carroll jako Woodrow „Woody” Jason
- Anna Lee jako Brooke Elliott
- Paul Kelly jako Hap Smith (pilot)
- Gordon Jones jako „Alabama” Smith
- Mae Clarke jako Verna Bales
- Addison Richards jako pułkownik R.T. Lindsay
- Edmund MacDonald jako pilot „Blackie” Bales
- Bill Shirley jako Dale